# Andrea Calamech

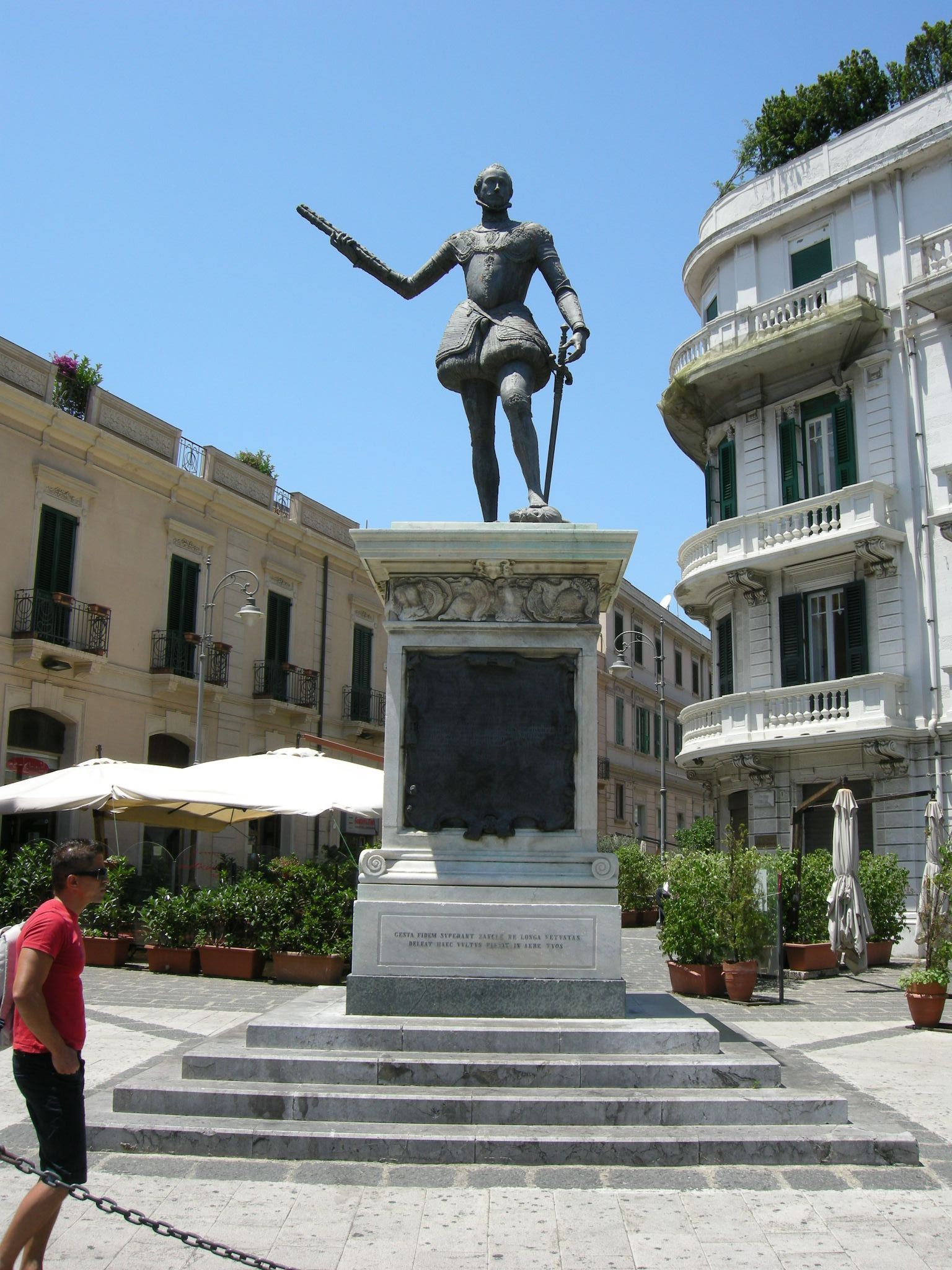
Il monumento a don Giovanni d'Austria (1572)

Andrea Calamech (Carrara, 1524 – Messina, 1589) è stato un architetto e scultore italiano.

## Biografia
Allievo e aiuto del michelangiolesco Bartolomeo Ammannati, con il quale collaborò alla fontana del Nettuno. Lavorò come scultore nella prima parte della sua vita in Toscana.
Nel 1563 fu chiamato a Messina per sovrintendere come capomastro ai lavori del duomo.
Dopo un momentaneo ritorno in Toscana, a Firenze dove nel 1564, fu tra gli esecutori degli apparati per la celebrazione funebre di Michelangelo, ed a Carrara, ritornò a Messina dove nel 1567 ricevette l'incarico definitivo come protomastro e sculture della città e questa nomina lo vincolò alla città per oltre un ventennio nel ruolo non solo di scultore, ma anche di valente architetto ed urbanista.
A Messina fondò una fiorente scuola d'arte ed una vera dinastia familiare. Assieme a lui lavorarono il figlio Francesco e vari parenti tra cui il nipote Lazzaro Calamech ed il genero Rinaldo Bonanno. Sulla sua produzione ha infierito il devastante terremoto del 1908.
Fu seppellito nella chiesa di Santa Maria dell'Idria di Messina.

## Opere

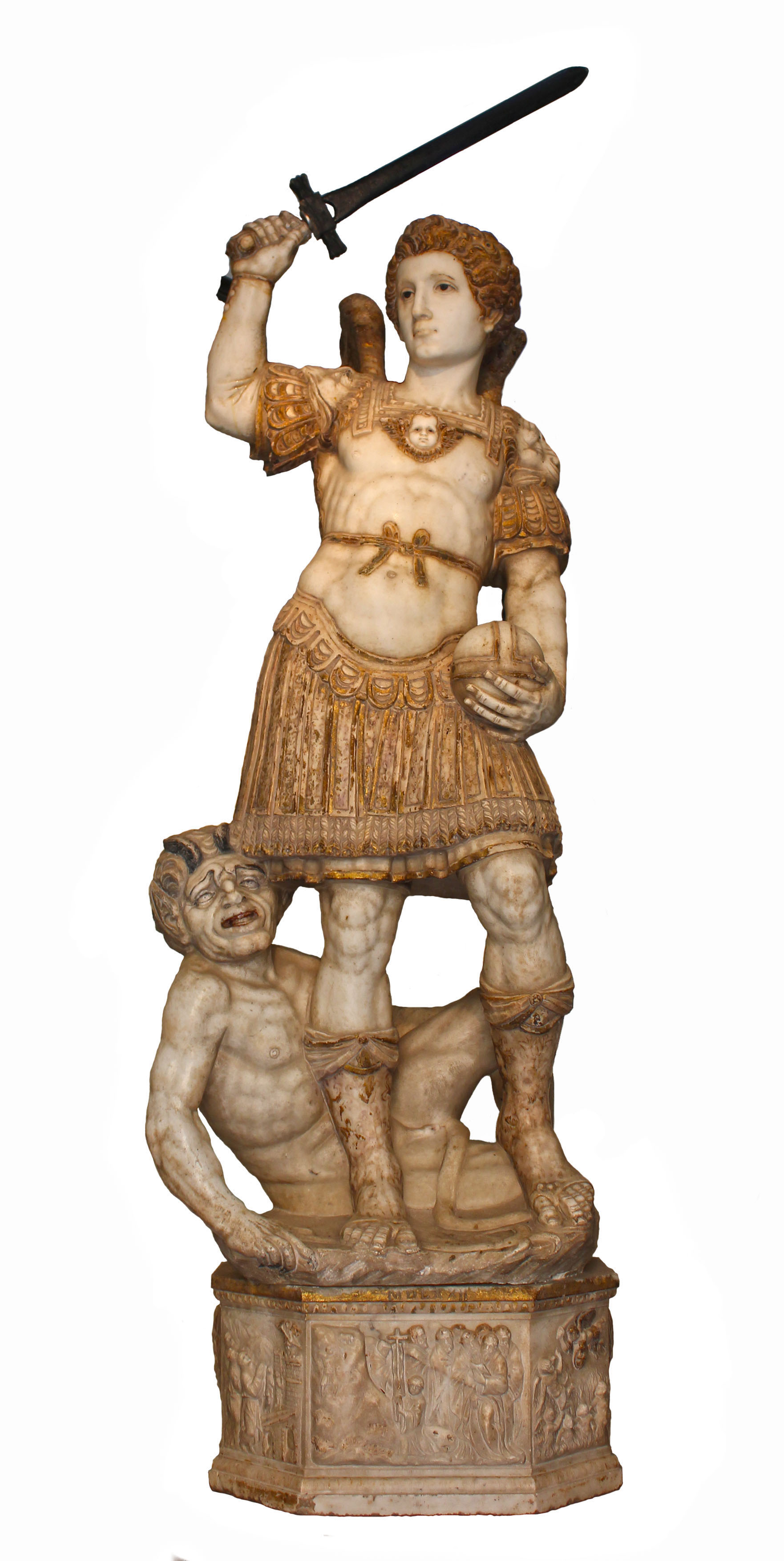
San Michele (1572), castello - santuario, Santa Lucia del Mela

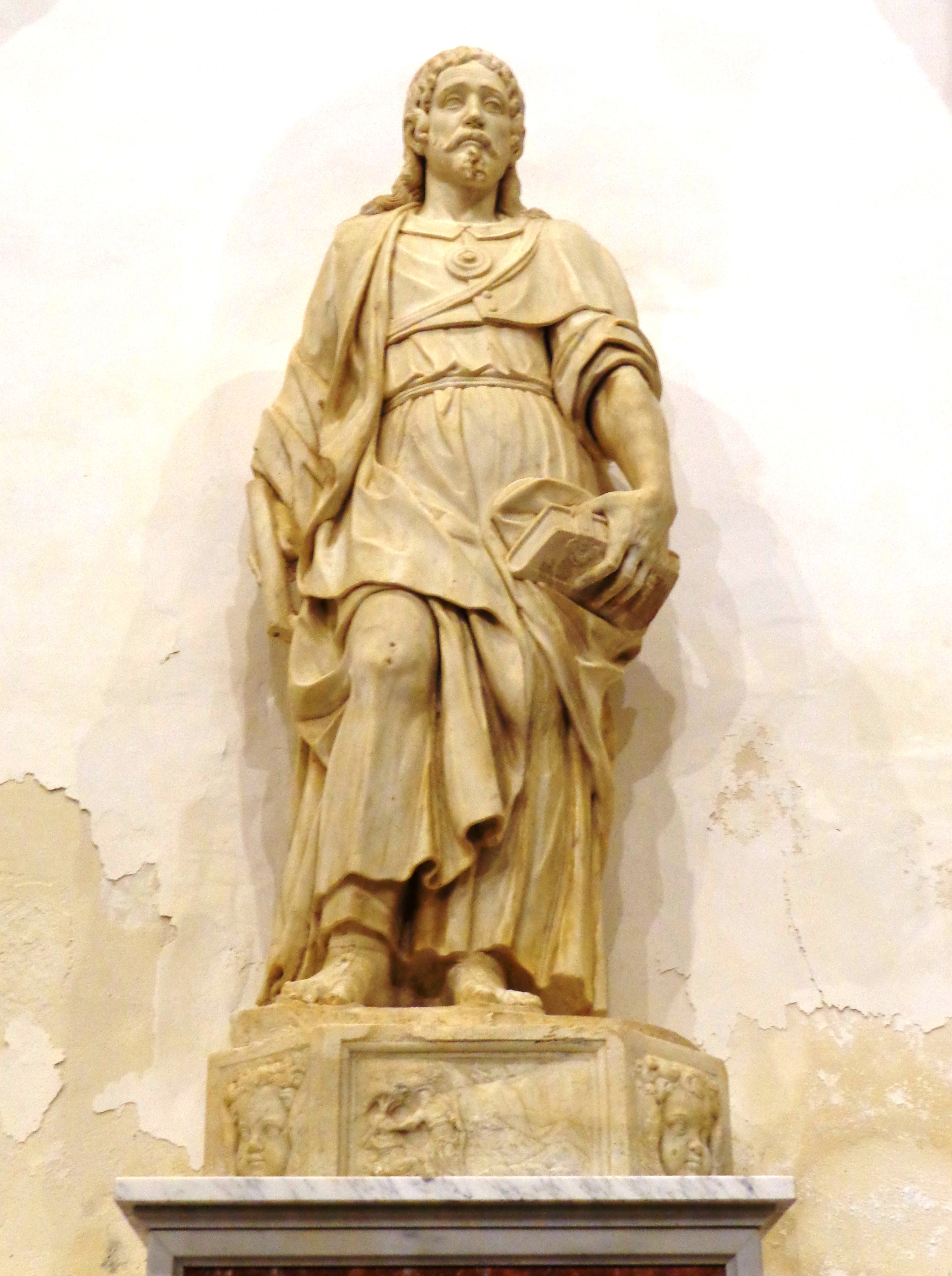
San Giacomo, duomo di Castroreale

Unica opera integra del Calamech pervenuta è il Monumento bronzeo eseguito nel 1572 commemorante Don Giovanni d'Austria vincitore della battaglia di Lepanto. L'opera dai tratti manieristici è ubicata nella piazza dinanzi al prospetto della chiesa della Santissima Annunziata dei Catalani.
L'attività principale è costituita dall'insieme di varie opere scultoree eseguite per il Duomo di Messina di cui restano tracce disegnate con il suo manierismo impreziosito da forme classicheggianti.
Realizzò varie fontane e statue di Madonne e Santi per le chiese di Messina e provincia.

### Messina città
- 1563, Attività come sovraintendente dei lavori, "protomastro e scultore" della Fabbrica della basilica cattedrale protometropolitana della Santa Vergine Maria Assunta.
- 1565, Palazzo Reale,[4] 1573, 1583 - 1585, 1589 ulteriori ampliamenti. Fortemente danneggiato dal terremoto della Calabria meridionale del 1783 e parzialmente demolito nel biennio 1848 - 1849. Dopo il terremoto di Messina del 1908, i ruderi superstiti sono definitivamente rasi al suolo nel 1914. La reggia includeva la Cappella Palatina di San Giovanni Evangelista.
- 1573 - 1585, Chiesa di San Nicolò dei Gentiluomini[5] con annessa Casa Professa dei Gesuiti.
- 1573, Chiesa di Santa Barbara,[6] chiesa di San Giuliano, chiesa di San Biagio, chiesa di Santa Maria la Porta. Luoghi di culto irrimediabilmente distrutti dal terremoto di Messina del 1908.
- 1588, Chiesa di San Gregorio, progettazione e costruzione. Edificio distrutto dal terremoto di Messina del 1908.
- XVI secolo, Palazzo Grano, edificio distrutto dal terremoto di Messina del 1908.
- XVI secolo, "Pulpito", manufatto marmoreo, attribuzione dell'originale, opera documentata nella basilica cattedrale protometropolitana della Santa Vergine Maria Assunta.
- XVI secolo, Palazzo Senatorio.
- XVI secolo, Via Austria, arteria di collegamento tra il Palazzo Reale e la basilica cattedrale protometropolitana della Santa Vergine Maria Assunta. Il nuovo assetto urbanistico permetteva dalla reggia la visione diretta della magnifica Fontana di Orione di Giovanni Angelo Montorsoli.
- XVI secolo, Porta Reale.
- 1542, Ospedale Civico Grande e Nuovo sotto il titolo di «Santa Maria della Pietà» o Grande Ospedale Civile, la costruzione occupava l'area corrispondente all'odierna sede del Tribunale e chiesa e convento del Carmine. Aggregato distrutto dal terremoto di Messina del 1908.
- XVI secolo, Assunta, statua marmorea, opera documentata nella primitiva chiesa di San Domenico.[7]

### Messina provincia
- 1565, "Madonna delle Grazie", statua marmorea, attribuzione, opera custodita nella chiesa di Santa Caterina d'Alessandria di San Pier Niceto.
- 1566, "Madonna delle Grazie", statua marmorea, attribuzione, opera custodita nel duomo di San Nicolò di Roccavaldina.
- 1566, Fontana (resti), manufatti marmorei, opere custodite nel centro storico di Santa Lucia del Mela.
- 1570, "San Nicola di Bari", statua marmorea, opera conservata nell'omonima chiesa di Santa Lucia del Mela.
- 1572, "San Michele Arcangelo", statua marmorea, opera custodita nell'androne del castello - santuario - seminario di Santa Lucia del Mela.
- 1567, "Fonte Battesimale", manufatto marmoreo, proveniente dalla chiesa di San Nicola e conservato nella chiesa del Sacro Cuore di Santa Lucia del Mela.
- 1567, "San Giacomo Maggiore", statua marmorea, opera proveniente dalla chiesa dell'Annunziata e custodita nel duomo di Santa Maria Assunta di Castroreale.
- 1579, "San Bartolomeo Apostolo", statua marmorea, opera custodita nella chiesa di San Bartolomeo di Rodì Milici.

### Catania provincia
- 1589, "Chiesa di Santa Maria" di Randazzo: progettazione del rifacimento su linee rinascimentali d'influsso brunelleschiano con elementi siculo - catalani, trasformazione a tre navate a croce latina con colonne monolitiche di basalto.
- 1589, "Chiesa di San Nicola" di Randazzo: progettazione e rifacimento del prospetto, a esso è ispirato il prospetto della chiesa di San Martino.

### Calabria
- XVI secolo, "Ingresso di Carlo V a Seminara", manufatto marmoreo, opera censita a Seminara.
- XVI secolo, "Le Battaglie della Figurella", manufatto marmoreo, opera censita a Seminara.
- XVI secolo, "Stemma araldico dei Re Cattolici", manufatto marmoreo, opera voluta da Gonzalo Fernández de Córdoba e censita a Seminara.